# The Paradigm Shift
The Paradigm Shift è l'undicesimo album in studio del gruppo musicale statunitense Korn, pubblicato l'8 ottobre 2013 dalla Caroline Records e dalla Prospect Park.
Prodotto da Don Gilmore (già collaboratore di gruppi come Linkin Park, Lacuna Coil, Good Charlotte e Bullet for My Valentine), si tratta del primo album del gruppo realizzato con il chitarrista originario Brian "Head" Welch dai tempi di Take a Look in the Mirror (2003).

## Antefatti
Un anno dopo la pubblicazione di The Path of Totality, i Korn hanno iniziato a proporre alcune idee per il successivo album. Il chitarrista James "Munky" Shaffer ha affermato che l'album avrebbe presentato elementi dark riconducibili a Issues (1999) uniti alla pesantezza di Untouchables (2002). Il 2 maggio 2013 è stato annunciato il rientro in formazione del chitarrista Brian "Head" Welch, il quale aveva abbandonato il gruppo nel 2005.
Il 9 luglio sono stati annunciati il titolo del disco e la data di pubblicazione, mentre il 26 dello stesso mese viene rivelata anche la copertina. Il 3 ottobre l'album è stato reso disponibile per lo streaming attraverso il sito Pandora.com.

## Composizione
Per quanto riguarda il sound, Munky ha affermato che «La nuova musica è ispirata dal nostro album Issues, o da Untouchables, quell'era. È leggermente più melodica e aggressiva allo stesso tempo.» In un'intervista con Rolling Stone, il chitarrista Brian "Head" Welch ha aggiunto: «Sono un metallaro. Amo la musica rock e sono venuto qui giusto per fare la vecchia atmosfera dei Korn, ma in una nuova piega. Io e Munky non abbiamo più suonato la chitarra insieme per otto anni, perciò ci siamo incontrati per improvvisare insieme al bassista Fieldy e a Ray, il nostro batterista. Il prodotto finale è un buon mix tra i vecchi Korn uniti ad alcuni nuovi elementi. Esso ha un sound fresco.» Tra le tracce contenute nell'album è presente anche Lullaby for a Sadist, scritta originariamente nel 2010 prima che arrivasse l'idea di realizzare un album dalle influenze dubstep.
Il cantante Jonathan Davis ha definito «strano» il processo di composizione e registrazione: «Hanno iniziato a comporre [musica] penso in agosto e io non sono potuto entrare in studio fino a marzo, perché stavo attraversando qualsiasi genere di assurdità. Mio figlio ha preso il diabete e io stavo prendendo farmaci contro la mia depressione e questo mi ha fottuto. Ero in totale confusione.» Davis è entrato in riabilitazione per poi ritornare a scrivere l'album. «È stato strano – Mi sono trasferito nello studio. Sono stato lì per quattro mesi, tornavo a casa solo nel fine settimana. Ho portato i miei figli con me, così li avevo accanto a me tutto il tempo. È stato uno spazio creativo interessante. Non so come diavolo l'ho fatto. [...] Quando mi guardo indietro adesso, sono lì per dire "Wow, come sono riuscito a fare questo disco?"»

## Titolo
Il significato del titolo dell'album è stato spiegato da Munky:

## Promozione
L'uscita di The Paradigm Shift è stata anticipata il 10 agosto 2013 dall'audio del brano Never Never, estratto come singolo di lancio dell'album sei giorni più tardi attraverso Amazon.com. Per il singolo è stato girato un videoclip, pubblicato in anteprima mondiale il 6 settembre su Vevo. Il 12 settembre 2013 è stato reso disponibile per l'ascolto il brano Love & Meth, dopo che un'anteprima dello stesso era stata rivelata il 20 agosto. Il 16 settembre è stato pubblicato il video, mentre il 1º novembre è stato lanciato anche un concorso rivolto ai fan per la creazione della copertina del singolo.
The Paradigm Shift è stato pubblicato l'8 ottobre 2013 in versione standard (pubblicata su CD e download digitale) da 11 tracce, vinile da 13 tracce e Deluxe Edition, la quale contiene anche un DVD intitolato Reconciliation che documenta il ritorno di Welch nella formazione e le fasi di registrazioni dell'album. Inoltre è stata pubblicata una versione Super Deluxe contenente anche un libro fotografico e alcune litografie autografate.
L'album è stato promosso anche dal videoclip del brano Spike in My Veins, diretto da David Dinetz e uscito il 6 febbraio 2014, nonché da un tour mondiale che li ha visti impegnati tra il 2013 e il 2014.
Il 17 giugno 2014 il gruppo ha annunciato una versione speciale dell'album, pubblicata il 15 luglio. Questa versione, denominata World Tour Edition, contiene un disco aggiuntivo che racchiude alcuni brani eseguiti dal vivo e tre brani inediti, tra cui Hater, reso disponibile per l'ascolto il 19 giugno (data in cui è entrato anche nelle stazioni radiofoniche statunitensi) e pubblicato come singolo digitale il 1º luglio.

## Accoglienza
| Recensione   | Giudizio |
| ------------ | -------- |
| AllMusic     |          |
| ARTISTdirect |          |
| PopMatters   |          |
| Rock Sound   |          |

The Paradigm Shift ha ricevuto recensioni positive, con Metacritic ha assegnato all'album un punteggio di 71 su 100. Rick Florino di ARTISTdirect ha elogiato l'album assegnandogli il punteggio massimo di cinque stelle su cinque, spiegando che «abbracciando la portata epica di Untouchables, il sadismo electro-future di The Path of Totality e il vortice melodico di Follow the Leader, è un album definitivo per il gruppo...Tutto sommato, The Paradigm Shift verrà ricordato come il miglior album dei Korn dai tempi di Follow the Leader e come l'album rock del 2013.» PopMatters ha invece stilato una recensione mista, spiegando che «potrebbe non essere il miglior album in assoluto dei Korn, ma The Paradigm Shift è il miglior album dei Korn da Untouchables».

## Tracce
Testi e musiche di Korn e Don Gilmore, eccetto dove indicato.
1. Prey for Me – 3:35
2. Love & Meth – 4:03 (Korn, Don Gilmore, Sluggo, Jasen Rauch)
3. What We Do – 4:07
4. Spike in My Veins – 4:24 (Korn, Nightwatch)
5. Mass Hysteria – 4:04
6. Paranoid and Aroused – 3:35
7. Never Never – 3:41
8. Punishment Time – 4:00
9. Lullaby for a Sadist – 4:18
10. Victimized – 3:35
11. It's All Wrong – 3:31

Tracce bonus (Deluxe Edition, LP, iTunes)
1. Wish I Wasn't Born Today – 3:03
2. Tell Me What You Want – 3:02

Traccia bonus nell'edizione giapponese
1. Die Another Day – 3:45

DVD – Reconciliation (Deluxe Edition, iTunes)
1. The Separation / The Seed – 13:15
2. Writing Sessions, Pt. 1 – 6:39
3. Writing Sessions, Pt. 2 – 5:48
4. Writing Sessions, Pt. 3 – 9:51
5. Writing Sessions, Pt. 4 – 1:48
6. Guitars Tracking – 4:07
7. Bass Tracking – 2:11
8. Drums Tracking – 3:31
9. Vocals Tracking, Pt. 1 – 2:55
10. Vocals Tracking, Pt. 2 – 7:34
11. The Tree – 2:58

CD bonus nella World Tour Edition
1. Hater – 3:53 (Korn, Don Gilmore, Killbot)
2. The Game Is Over – 3:41
3. Die Another Day – 3:43
4. Love & Meth (Live from London) – 4:10 (Korn, Don Gilmore, Sluggo, Jasen Rauch)
5. Here to Stay (Live from London) – 4:53
6. Get Up (Live from Moscow) – 4:07 (testo: Jonathan Davis – musica: James "Munky" Shaffer, Sonny Moore)
7. Never Never (Live from Moscow) – 4:20
8. Got the Life (Live from Denver) – 4:02
9. Another Brick in the Wall (Live from Denver) – 9:25 (Roger Waters) – originariamente interpretata dai Pink Floyd

## Formazione
Gruppo
- Jonathan Davis – voce, tastiera, programmazione
- Brian "Head" Welch – chitarra
- James "Munky" Shaffer – chitarra
- Fieldy Arvizu – basso
- Ray Luzier – batteria

Altri musicisti
- Zaylien – tastiera, programmazione
- Sluggo – tastiera, programmazione

Produzione
- Don Gilmore – produzione (eccetto traccia 4), missaggio
- Jasen Rauch – ingegneria del suono, programmazione, produzione aggiuntiva (traccia 2)
- Mark Kiczula – ingegneria del suono
- Brad Blackwood – mastering agli Euphonics Masters
- Nightwatch – produzione (traccia 4)
- Sébastien Paquet – regia del film-documentario Reconciliation

## Classifiche
| Classifica (2013)          | Posizione massima |
| -------------------------- | ----------------- |
| Australia                  | 7                 |
| Austria                    | 7                 |
| Belgio (Fiandre)           | 31                |
| Belgio (Vallonia)          | 25                |
| Canada                     | 9                 |
| Danimarca                  | 20                |
| Finlandia                  | 22                |
| Francia                    | 26                |
| Germania                   | 7                 |
| Irlanda                    | 42                |
| Italia                     | 28                |
| Norvegia                   | 28                |
| Nuova Zelanda              | 22                |
| Paesi Bassi                | 38                |
| Polonia                    | 11                |
| Regno Unito                | 16                |
| Regno Unito (rock & metal) | 1                 |
| Spagna                     | 70                |
| Stati Uniti                | 8                 |
| Stati Uniti (alternative)  | 3                 |
| Stati Uniti (hard rock)    | 1                 |
| Stati Uniti (independent)  | 1                 |
| Stati Uniti (rock)         | 3                 |
| Stati Uniti (tastemaker)   | 3                 |
| Svezia                     | 60                |
| Svizzera                   | 16                |
| Ungheria                   | 29                |